# Jorge Barreiro

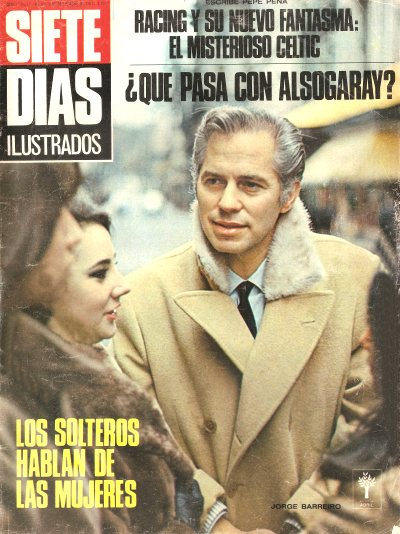
Jorge Barreiro en la tapa de la revista Siete Días (septiembre de 1967).

Jorge Barreiro (Buenos Aires, 14 de marzo de 1926- Buenos Aires, 24 de marzo de 2009) fue un actor argentino de extensa trayectoria en teatro, cine y televisión.

## Biografía
Nacido en el barrio porteño de Parque Chacabuco el 14 de marzo de 1926 y de orígenes humildes, Jorge Barreiro demostró inclinación por la actuación desde muy corta edad. Realizó estudios con Juan Francisco Giacobbe y Hedy Crilla.
Su debut teatral se produce en 1962 cuando debe reemplazar a Guillermo Hebling en la obra Las de Barranco, de Gregorio de Laferrère. Luego integra los elencos de Don Gil de las calzas verdes, obra de Tirso de Molina y La luz ajena, de Alberto de Zavalía.
En 1963 hace su primera aparición en cine, en el film inédito Lucía,de Dick Ross,  con Fernanda Mistral ,  que le abriría camino a la televisión, a través de la guionista Nené Cascallar, quien en 1965 le posibilita un rápido ascenso al estrellato televisivo en Cuatro hombres para Eva, telenovela en la que interpreta ya un papel protagónico, junto a Rodolfo Bebán, José María Langlais y Eduardo Rudy y en El amor tiene cara de mujer.
El éxito obtenido en la televisión fue determinante para que Jorge Barreiro encabezara elencos o cubriera papeles de relevancia en obras teatrales, como Las amorosas, de Barillet y Grédy (1965/1966); Los días felices, de André Puget (1967)con Fernanda Mistral y Guillermo Bredeston ; Mi querida parentela, de Alan Ayckbourn (1968); El cumpleaños de la tortuga, de Garinei y Giovanini (1969); ¿Quién soy yo?, de Juan Ignacio Luca de Tena (1970); Los giles, de Alfonso Paso (1973), y, entre muchas otras, Ha llegado un inspector, de J. B. Priestley, representada en Buenos Aires y en Miami, en 1978.
Paralelamente, el cine le dio muchas oportunidades entre las que se destacan Con gusto a rabia, de Fernando Ayala (1965); Castigo al traidor (1966) y Juan Manuel de Rosas (1972), ambas de Manuel Antín; Psexoanálisis, de Héctor Olivera (1968); Joven, viuda y estanciera, de Julio Saraceni (1970); José María y María José, de Rodolfo Costamagna (1973); Los gauchos judíos, de Juan José Jusid (1975) y varias como galán de Isabel Sarli y con dirección de Armando Bó: Furia infernal, Intimidades de una cualquiera, El sexo y el amor, El último amor en Tierra del Fuego, Una viuda descocada e Insaciable, films que debieron enfrentar censura por su temática erótica.
En televisión, trabajó en las telenovelas Stefanía, Señorita Maestra, No es un juego vivir, Dos para una mentira, Amándote, Quiero morir mañana, Esos que dicen amarse, Zíngara y Rebelde Way.
Fue inhumado el 25 de marzo de 2009 en el Cementerio Británico de Buenos Aires.

## Filmografía
- Solo y conmigo (2000).
- Delito de corrupción (1991).
- Ritmo a todo color (1980).
- Una viuda descocada (1980).
- Los hijos de López (1980).
- Comandos azules (1980).
- El último amor en Tierra del Fuego (1979).
- La mamá de la novia (1978).
- Las aventuras de Pikín (1977).
- Te necesito tanto, amor (1976).
- Insaciable (1976).
- Los gauchos judíos (1975).
- El sexo y el amor (1974).
- Hay que romper la rutina (1974).
- Morir por nada (1974).
- Los doctores las prefieren desnudas (1973).... Dr. Ignacio Peralta
- Furia infernal (1973).... Hijo del propietario
- José María y María José: Una pareja de hoy (1973).
- ¡Quiero besarlo señor! (1973).
- Siempre fuimos compañeros (1973).
- Allá en el Norte (1973).
- Aquellos años (1973).... Melchor Ocampo
- Había una vez un circo (1972).... Sebastían
- Intimidades de una cualquiera (1974).... Pocho
- Estoy hecho un demonio (1972).... Participación especial
- Juan Manuel de Rosas (1972).
- En una playa junto al mar (1971).
- Joven, viuda y estanciera (1970).
- La cama (1968).... Ramiro Ramos
- Psexoanálisis (1968).
- Matrimonio a la argentina (1968).... Octavia Bustos
- Cuando los hombres hablan de mujeres (1967).... Lucio
- ¡Esto es alegría! (1967).... Gabriel Montes
- Mi secretaria está loca, loca, loca (1967).... Director
- Lucía (1966).
- Hotel alojamiento (1966).
- Castigo al traidor (1966).
- Esquiú, una luz en el sendero (1965).
- Con gusto a rabia (1965).

## Televisión
- Sin Código (2005) Serie...

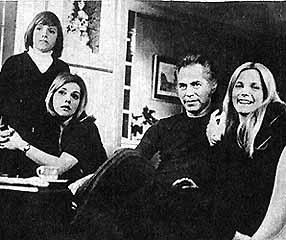
Fernanda Mistral, Jorge Barreiro y Cristina del Valle (1973).

- Rebelde Way (2002) Serie... Hilario Pueyrredón
- Zíngara.... Joaquín Argüello (1 episodio, 1996).
- ¡Hola Papi! (1995) Serie.... Esteban
- Esos que dicen amarse (1993) Serie.... Yrurtia (1993).
- El precio del poder (1992-1993) Serie.... Tonelli
- La bonita pagina (1989) Serie
- Amándote (1988) Serie.... Emiliano Soriano
- Quiero morir mañana (1987) Serie
- Dos para una mentira (1986) Serie.... Leonardo (1986).
- La viuda blanca (1986) Serie.... Eduardo
- Amor prohibido (1986), telenovela
- No es juego vivir (1985), serie
- Señorita maestra (1983) Serie.... Luis Baldasarre
- El oriental (1982) Serie.... Carrozela Vidal
- La búsqueda (1 episodio, 1982).
- Stefanía (1981) Serie.... Martín
- Los hermanos Torterolo (1980) Telecomedia.... Javier Barreto
- Novia de vacaciones (1979) Serie.... Sebastián
- Una promesa para todos (1978) Serie.... Francisco
- Ese nombre prohibido (1977) Serie
- Rolando Rivas, taxista (1972) Serie.... Dr. Martín Gándara (1973).
- Papá corazón (1973) Serie.... Polo Balboa
- La historia de Celia Piran (1972) Serie
- Sin palabras (1969) Serie.... Adrián Duval
- Mariana (1966) Serie.... Aníbal Ezcurra
- Cuatro hombres para Eva (1966) Serie
- Candilejas (1965) Serie.... Marcelo
- Show Standard Electric (1965) miniserie
- Show Rambler (1965) (TV).
- El amor tiene cara de mujer (1964) Serie